# Szilárd Rokaly
Szilárd Rokaly (* 9. Mai 1998 in Gheorgheni) ist ein rumänischer Eishockeyspieler, der seit 2021 erneut beim HSC Csíkszereda in der multinationalen Ersten Liga und der rumänischen Eishockeyliga unter Vertrag steht. Sein älterer Bruder Norbert ist ebenfalls rumänischer Nationalspieler.

## Karriere

### Club
Szilárd Rokaly, der der ungarischsprachigen Minderheit der Szekler in Rumänien angehört, begann seine Karriere in der Nachwuchsabteilung von Progym Gheorgheni in seiner siebenbürger Heimatstadt. 2013 wechselte er zum HSC Csíkszereda, dem traditionellen Club der Szekler, für den er sowohl in der rumänischen als auch in der ungarischen U18-Liga spielte. Nach zwei Jahren dort, schloss er sich dem ungarischen Spitzenklub Alba Volán Székesfehérvár an, für dessen U20-Mannschaft er in der Erste Bank Young Stars League spielt. Er kam in der Saison 2016/17 aber auch zu ersten Einsätzen in der zweiten Herren-Mannschaft von Alba Volán in der multinationalen MOL Liga. 2017 kehrte er zum HSC Csíkszereda nach Miercurea Ciuc zurück und spielt mit dem Klub in der MOL Liga. Mit Csíkszereda wurde er 2018 rumänischer Meister und Pokalsieger wurde und gewann 2020 die Erste Liga, wie sich die MOL Liga nach einem Sponsorenwechsel inzwischen nannte. Anschließend wechselte er zum DVTK Jegesmedvék, der als ungarischer Klub in der slowakischen Extraliga spielt. 2021 schloss er sich erneut dem HSC Csíkszereda an und gewann mit dem Klub 2022 sowohl die Erste Liga als auch die rumänische Meisterschaft.

### International
Rokaly spielt international im Gegensatz zu anderen Szeklern, die für Ungarn antreten, für sein Geburtsland Rumänien. Bereits im Juniorenbereich war er international aktiv: Sein Debüt gab er bei der U18-Weltmeisterschaft 2014 in der Division II, in der er auch 2015, als er als Torschützenkönig des Turniers auch zum besten Spieler seiner Mannschaft gewählt wurde, und 2016 spielte. Im U20-Bereich spielte er bei den Weltmeisterschaften 2016, als er gemeinsam mit seinem Bruder Norbert die zweitbeste Plus/Minus-Bilanz des Turniers hinter dem Serben Ivan Glavonjić aufwies, 2017, als er gemeinsam mit dem Litauer Dominik Bogdziul drittbester Scorer hinter dessen Landsleuten Emilijus Krakauskas und Ilja Četvertak war und zu dem auch gemeinsam mit seinem Landsmann Támas Részeg und dem Japaner Atsuki Ikeda die drittmeisten Tore nach Krakauskas und dem Esten Wladimir Nestertsuk erzielte, und 2018, als er zum besten Spieler seiner Mannschaft gewählt wurde, ebenfalls in der Division II. Sowohl 2016 als auch 2017 und 2018 war er Mannschaftskapitän der rumänischen U20-Auswahl.
Sein Debüt in der Herren-Nationalmannschaft gab Rokaly bei der Weltmeisterschaft der Division II 2017, als ihm mit den Rumänen der Aufstieg in die Division I gelang. Danach nahm er an der Division I 2019, als die Rumänen von der B- in die A-Gruppe dieser Division aufstiegen, und 2022 teil. Zudem vertrat er seine Farben bei der Olympiaqualifikation für die Winterspiele in Peking 2022.

## Erfolge und Auszeichnungen
- 2018 Rumänischer Meister und Pokalsieger mit dem HSC Csíkszereda
- 2020 Gewinn der Ersten Liga mit dem HSC Csíkszereda
- 2022 Gewinn der Ersten Liga mit dem HSC Csíkszereda
- 2022 Rumänischer Meister mit dem HSC Csíkszereda

### International
- 2015 Aufstieg in die Division II, Gruppe A bei der U18-Weltmeisterschaft der Division II, Gruppe B
- 2015 Torschützenkönig bei der U18-Weltmeisterschaft der Division II, Gruppe B
- 2016 Aufstieg in die Division II, Gruppe A bei der U20-Weltmeisterschaft der Division II, Gruppe B
- 2017 Aufstieg in die Division I, Gruppe B bei der Weltmeisterschaft der Division II, Gruppe A
- 2019 Aufstieg in die Division I, Gruppe A bei der Weltmeisterschaft der Division I, Gruppe B

## MOL-Liga/Erste-Liga-Statistik
(Stand: Ende der Saison 2019/20)